# Чиро Брагаля
Чиро Брагаля — хорватський літературознавець і публіцист. Був обізнаний з російською і світовою літературами.
В журналі «Zora» («Світання», 1886, № 2, додаток) опублікував статтю «Т. Г. Шевченко», в якій писав про життєвий і творчий шлях Тараса Шевченка, порівнював його революційні поезії з творами Миколи Некрасова (зокрема безцензурними). В тексті Брагаля навів власний прозовий переклад Шевченкової поезії «Нащо мені чорні брови» та уривка з поеми «Марина», переказав зміст поеми «Гамалія», яку помилково вважав першим твором Тараса Шевченка. Статтю передрукав без змін у журналі «Iskra» (1894, № 9).